# 켄 캐미니티
켄 캐미니티(영어: Kenneth Gene Caminiti, 1963년 4월 21일 ~ 2004년 10월 11일)은 전 미국 프로 야구 휴스턴 애스트로스와 샌디에이고 파드리스의 선수이다.
1984년 휴스턴 애스트로스에 입단하여 활동하다가 1995년 샌디에이고 파드리스로 이적하였다. 주 포지션은 3루수였고 강한 어깨를 바탕으로 한 송구가 일품이었다. 2004년 10월 11일, 41세의 나이에 심장마비로 사망하였는데 이는 약물남용에 따른 후유증으로 밝혀졌다.

## 수상 경력
- 1996년 내셔널리그 최우수선수, 실버슬러거